# Speculum historiale
Историјско огледало (лат. Speculum historiale), најпознатији део опште историје (Speculum Maius) коју је објавио доминиканац Венсанс де Бове (XV век). 